# Harahan Bridge
Die Harahan Bridge ist eine zweigleisige Eisenbahnbrücke über den Mississippi River zwischen West Memphis (Arkansas) und Memphis  (Tennessee).
Sie wurde als Fachwerkbrücke von Ralph Modjeski entworfen, als Gemeinschaftsprojekt der Rock Island Line, der Iron Mountain Railway und der Cotton Belt Route errichtet und 1916 in Betrieb genommen. Die Brücke wird heute von der Union Pacific Railroad betrieben, in der die ursprünglichen Eisenbahngesellschaften aufgegangen sind. Sie ist nach James Theodore Harahan benannt, dem ersten Präsidenten der eigens für den Bau gegründeten Gesellschaft und ehemaligem Präsidenten der Illinois Central Railroad. Harahan kam kurz vor Baubeginn auf dem Weg nach Memphis bei einem Eisenbahnunfall in Illinois ums Leben.
Bis zur Eröffnung der benachbarten Memphis–Arkansas Bridge 1949 führte die Harahan Bridge zusätzlich an ihren Außenseiten je eine Fahrbahn für Kraftfahrzeuge, von denen die nördliche seit 2016 nach einer Sanierung Fußgängern und Radfahrern vorbehalten und heute (2018) die längste Fußgängerbrücke über den Mississippi ist. Mit der 1888–1892 errichteten Frisco Bridge überqueren drei Brücken den Fluss an dieser Stelle.

## Geschichte

### Planung
Die 1892 in Betrieb genommene eingleisige Frisco Bridge der Kansas City, Fort Scott and Memphis Railroad (später St. Louis – San Francisco Railway, kurz Frisco) wurde von mehreren unterschiedlichen Eisenbahngesellschaften für Verbindungen nach Memphis genutzt und stellte mit der Zunahme des Personen- und Güterverkehrs um die Jahrhundertwende zunehmend einen Engpass dar. Zum Bau einer weiteren Eisenbahnbrücke über den Mississippi gründeten am 3. Januar 1912 die Chicago, Rock Island and Pacific Railroad (Rock Island Line), die St. Louis, Iron Mountain and Southern Railway (Iron Mountain Railway, später Missouri Pacific Railroad) und die St. Louis Southwestern Railway (Cotton Belt Route) die Brückenbaugesellschaft Arkansas & Memphis Railway Bridge and Terminal Company. Zusätzlich bestand ein lokales Interesse an einer Querung für Kraftfahrzeuge und Straßenbahnen. Vertreter der Stadt und der Eisenbahngesellschaften einigten sich auf die Anbringung von zusätzlichen Auslegern für Fahrbahnen an den Außenseiten der Brücke; an der Finanzierung, Errichtung und Unterhaltung der Zufahrten beteiligte sich die Brückenbaugesellschaft aber nicht und die Integration von Straßenbahngleisen wurde verworfen.

### Namensgeber

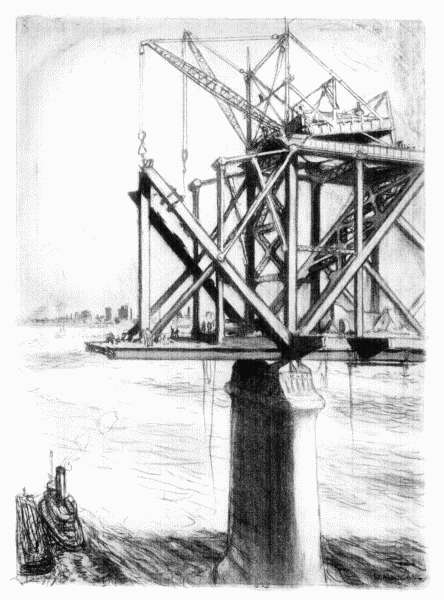
Zeichnung vom Bau der Brücke

Zum Präsidenten der Brückenbaugesellschaft wurde der erfahrene Eisenbahnmanager James Theodore Harahan gewählt, der bis zu seiner Pensionierung 1911 langjähriger Präsident der Illinois Central Railroad war. Wenige Tage nach seiner Wahl kam er am 22. Januar 1912 mit drei weiteren hochrangigen Vertretern der Rock Island Line auf dem Weg nach Memphis bei einem Auffahrunfall zweier Züge in Kinmundy (Illinois) ums Leben. Die vier Passagiere schliefen in den frühen Morgenstunden in ihrem privaten Abteilwagen am Ende des Zuges, als dieser zum Wasserauffüllen in Kinmundy stoppte und von einem nachfolgenden Zug erfasst wurde, der ihn zu spät bemerkte. Der größtenteils aus Holz bestehende Abteilwagen wurde dabei nahezu vollständig zerstört und der stehende Zug um 60 Meter nach vorne geschoben. Im Gedenken an James Theodore Harahan wurde die zu errichtende Brücke nach ihm benannt sowie später mit Harahan (Louisiana) ein Vorort von New Orleans.

### Bau der Eisenbahnbrücke
Für den Bau der Brücke wurde der Brückenbauingenieur Ralph Modjeski engagiert, der schon am Bau der Frisco Bridge beteiligt war und eine zweigleisige Fachwerkbrücke in einer ähnlichen Auslegung entwarf, die circa 60 Meter flussaufwärts parallel zur bestehenden Brücke errichtet werden sollte. Die Bauarbeiten an den Brückenpfeilern und Widerlagern begannen im November 1913 durch die Union Bridge and Construction Company aus Kansas City (Missouri). Die Fundamente der Brückenpfeiler wurden mittels Senkkästen errichtet. Am fünften Brückenpfeiler kam es dabei am 9. April 1914 zu einem schweren Unfall, bei dem neun Arbeiter durch eine Gasvergiftung im Senkkasten ihr Leben verloren. Die ersten Teile der Fachwerkträger wurden im April 1915 von der Pennsylvania Steel Company aus Philadelphia errichtet. Den Aufbau des Gerüstpfeilerviadukts auf der Arkansas-Seite übernahm die Virginia Bridge & Iron Co. aus Roanoke. Die Bauarbeiten an der Eisenbahnbrücke waren im Juni 1916 abgeschlossen, der erste Zug fuhr im Juli. Beim Bau der Brücke kamen insgesamt 22 Arbeiter ums Leben.

### Straßenverkehr und Fußgängerbrücke
Die Fertigstellung der Zufahrten für die äußeren Fahrbahnen verzögerte sich durch Finanzierungsprobleme bis zum September 1917. Die Kraftverkehrsanbindung des Crittenden County in Arkansas begünstigte in den Folgejahren die Entwicklung der Region und führte 1927 zur Gründung von West Memphis, dessen Einwohnerzahl von damals knapp 1000 auf über 25.000 im Jahr 2010 anstieg. Die Straßenverbindung über die Außenseiten der Harahan Bridge war bis zur Fertigstellung der benachbarten Memphis–Arkansas Bridge im Jahr 1949 in Betrieb und hatte in den 1930er-Jahren ein Verkehrsaufkommen von durchschnittlich 11.000 Fahrzeugen täglich.
2014 wurde mit der Sanierung der nördlichen Fahrbahnseite begonnen, die 2016 für Fußgänger und Radfahrer freigegeben wurde und heute Teil eines über 15 km langen Radweges zwischen den Stadtzentren von Memphis und West Memphis ist. Besondere Attraktion des als Big River Crossing bezeichneten Ausbaus ist eine Lichtinstallation mit über 100.000 Leuchtdioden, mit der die Stahlkonstruktion auf der Nordseite der Brücke in vielfältigen Farbfolgen und -mustern beleuchtet werden kann. 2017 wurde die Installation mit dem American Architecture Award ausgezeichnet, der zusammen vom Chicago Athenaeum Museum of Architecture and Design und dem European Centre for Architecture, Art, Design and Urban Studies vergeben wird.

## Beschreibung

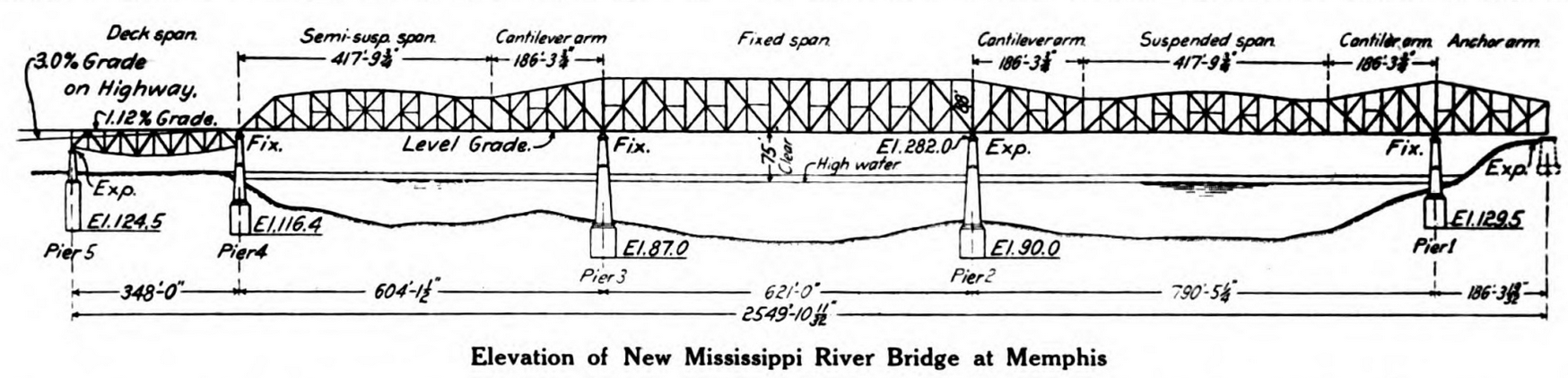
Schematische Darstellung von 1915 des Gerberträgers der Harahan Bridge mit den zwei Einhängeträgern (suspended span), sowie des anschließenden inversen Fachwerkträgers (deck span) auf der Arkansas-Seite (links), das folgende Gerüstpfeilerviadukt ist nicht dargestellt (alle Längenangaben in foot)

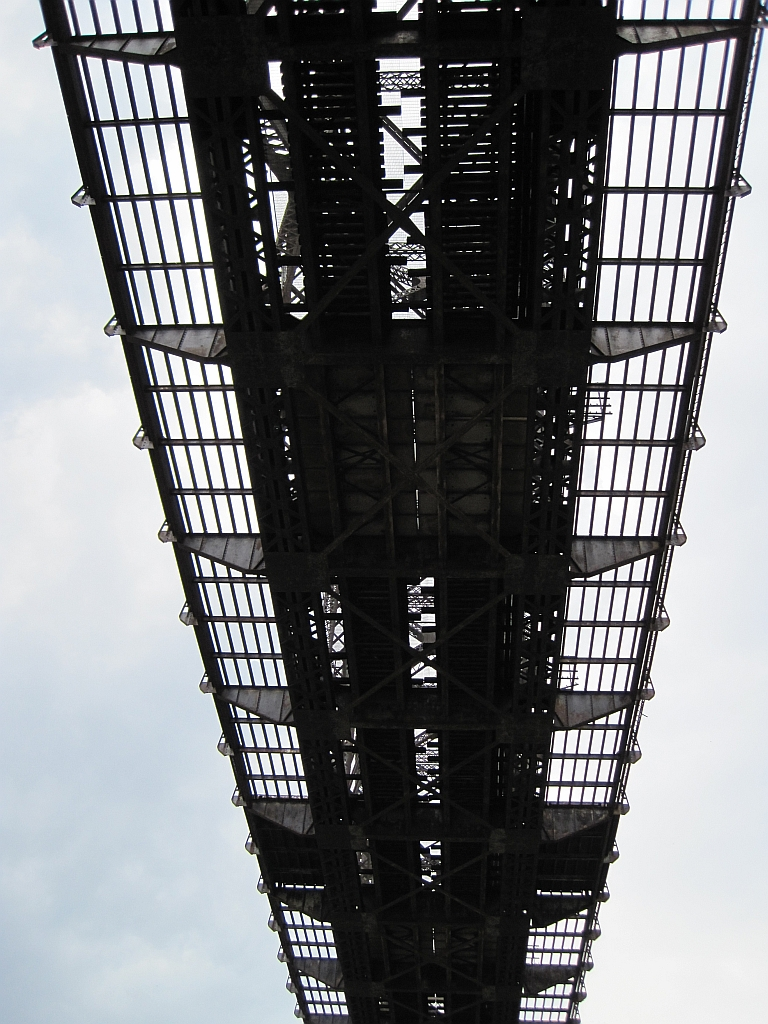
Fachwerkträger mit äußeren Auslegern der ehemaligen Fahrbahnen (2012)

Die 1497,4 m lange Harahan Bridge besteht aus drei Hauptteilen und ist in ihrer konstruktiven Ausführung nahezu gleich mit der benachbarten Frisco Bridge. Beide Stahlbrücken vereinen einen Gerberträger über den Fluss mit einem am Arkansas-Ufer abschließenden Fachwerkträger mit obenliegenden Gleisen, auf den in Richtung West Memphis jeweils ein Gerüstpfeilerviadukt (Trestle-Brücke) mit Vollwandträgern folgt. Für die Brücke wurden über 20.000 Tonnen Stahl verbaut, davon allein fast 15.000 Tonnen für den Gerberträger, wobei hier hauptsächlich ein spezieller wetterfester Baustahl der Bethlehem Steel Corporation (Mayari R) verwendet wurde.

### Hauptbrücke

Einhängeträger zw. dem 1. und 2. Strompfeiler der Frisco Bridge und der dahinter liegenden Harahan Bridge (1985)

Der Gerberträger der Hauptbrücke ruht auf den vier Strompfeilern, die mit ihren über 15 m hohen Senkkasten-Fundamenten im Flussbett verankert sind. An den Standorten der mittleren Pfeiler hat der Fluss eine Tiefe von circa 20 m. Dort haben die Pfeiler eine Länge von 59 m bis zur Fundamentunterkante. Der Gerberträger besteht aus mehreren Fachwerkträgern, die zur Bildung von Bewegungsfugen durch Gelenke verbunden sind. Mit 302,9 m Gesamtlänge ist der zentrale Durchlaufträger der längste zusammenhängende Fachwerkträger (fixed span). Er befindet sich auf den beiden mittleren Strompfeilern und bildet eine Spannweite von 189,3 m und einen jeweils 56,8-m-Ausleger an seinen Enden. Auf dem ersten Strompfeiler im Osten (Memphis-Seite) ruht ein Fachwerkträger, der ebenfalls je einen 56,8-m-Ausleger zum Widerlager (anchor arm) und zum Durchlaufträger bildet. Zwischen den Auslegern des ersten und zweiten Strompfeilers befindet sich der erste von zwei 127,3 m langen Einhängeträgern (suspended span), wodurch die längste Spannweite von 240,9 m erreicht wird. Der Träger ist gelenkig montiert mit Bewegungsfugen an seinen Enden. Der zweite Einhängeträger ist am Ausleger des dritten Strompfeilers ebenfalls gelenkig montiert und ruht fixiert auf dem vierten Strompfeiler, wodurch sich hier eine Spannweite von 184,1 m ergibt. Am Arkansas-Ufer schließt ein 105,8 m langer Fachwerkträger in Warren/Camelback-Bauweise mit obenliegenden Gleisen (deck span) die Hauptbrücke ab.

### Trestle-Brücke

Trestle-Brücken der Frisco Bridge und der dahinter liegenden Harahan Bridge, die äußeren Fahrbahnen sind verdeckt (1985)

Über dem Überschwemmungsgebiet des Mississippi River auf der Arkansas-Seite folgt eine 720 m lange Trestle-Brücke, die aus 19 Stahltürmen besteht, auf denen 20 Balkenbrücken à 24,4 m (zwischen den Türmen) sowie 19 à 12,2 m (auf den Türmen) ruhen. An den Außenseiten der 10,5 m breiten Fachwerkträger der Hauptbrücke und den Türmen der Trestle-Brücke sind zusätzlich Ausleger zur Aufnahme einer je 4,3 m breiten Fahrbahn mit beidseitigen Geländern angebracht, die durch Holzplanken auf der Stahlkonstruktion realisiert wurde. Ab dem vierten Strompfeiler verlaufen die Gleise mit einem Gefälle von 1,2 Prozent in Richtung des Widerlagers auf der Arkansas-Seite, die äußeren Fahrbahnen aber mit einem Gefälle von 3 Prozent, wozu sich die Höhe der Ausleger an der Trestle-Brücke stetig verringert. Für die Zufahrten wurde ein zusätzliches Holzviadukt errichtet. Ein Feuer im September 1928 zerstörte Teile der Holzkonstruktion und der Fahrbahnplanken und unterbrach die Kraftverkehrsanbindung für zwei Monate. Dies forcierte die schon länger geplante Errichtung eines neuen Betonviaduktes, das im Juli 1930 eingeweiht werden konnte.